# Epirinus gratus
Epirinus gratus är en skalbaggsart som beskrevs av Louis Albert Péringuey 1901. Epirinus gratus ingår i släktet Epirinus och familjen bladhorningar. Inga underarter finns listade i Catalogue of Life.